# برادي هيكس
برادي هيكس (بالإنجليزية: Brady Hicks)‏ هو صحفي أمريكي، ولد في 14 فبراير 1978.